# 朗通
朗通（法語：Lanton，法語發音：[lɑ̃tɔ̃]）是法国吉伦特省的一个市镇，位于该省中部偏西南，阿卡雄湾东部，属于阿卡雄区。

## 地理
朗通（44°42'14"N, 1°2'7"W）面积136.19 平方千米，位于法国新阿基坦大区吉倫特省，该省份为法国西南部沿海省份，是法國本土面积最大的省，北起滨海夏朗德省，西临大西洋，南至朗德省，东南接洛特-加龍省，东临多爾多涅省。
与朗通接壤的市镇（或旧市镇、城区）包括：欧当日、昂代诺斯莱班、阿雷斯、圣让迪亚克、勒唐普勒。
朗通的时区为UTC+01:00、UTC+02:00（夏令时）。

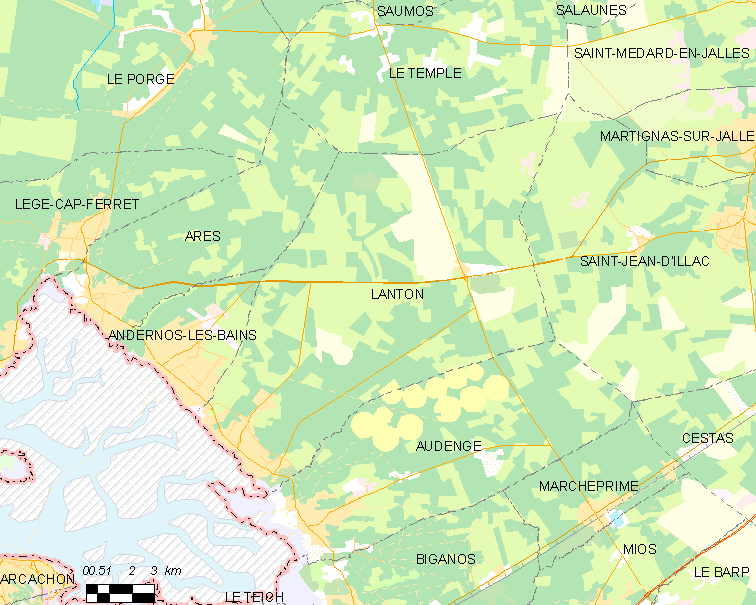
朗通的OSM定位图

## 行政
朗通的邮政编码为33138，INSEE市镇编码为33229。

## 政治
朗通所属的省级选区为昂代诺斯莱班县。

## 交通
吉伦特省省道D5线和D106线在境内东北部交汇，省道D3线经过市中心。

## 人口

1962-2008年间朗通人口变化图示

朗通于2022年1月1日时的人口数量为7315人。